# Гімназична вулиця (Одеса)
Гімнази́чна ву́лиця — вулиця в центральній частині міста Одеса, від Великої Арнаутської вулиці до Італійського бульвару.

## Історія
Відома з 1840-х років. Перша назва — Безіменний провулок. У своїй історії вулиця неодноразово змінювала назви: Гімназична вулиця (1898–1925), вулиця Вайсмана (1925–1941), знову - Гімназична (1941–1957), Інститутська вулиця (1957–1971), Іноземної колегії вулиця (1971–1995). У 1995 році повернуто первісну назву.
У 1898 році на розі з Ново-Рибною вулицею побудували триповерхову будівлю прогімназії (архітектор Микола Толвінський). У 1899 році навчальний заклад перетворили в 5-у гімназію. Тоді ж Безіменний провулок перейменували в Гімназичну вулицю.
Тут навчалися майбутні письменники Корній Чуковський, Борис Житков, Валентин Катаєв, Євген Петров, ідеолог сіонізму Володимир Жаботинський, вчені Михайло Дікіс, Сергій Ільченко, доктор Олександр Турнер, архітектор Валентин Фельдштейн, композитор Михайло Раухвергер.

## Пам'ятки
Будинок № 22 — Храм Святого Апостола Андрія Первозванного (УГКЦ)

## В кінематографі
На Гімназійну вулицю (тоді називалася Іноземної колегії) у фільмі «Приморський бульвар» вирушає Саша шукати Олену по виявленому їм адресою на газеті і там зустрічає Паніковського.